# Ferry de Clugny
Pour les articles homonymes, voir Clugny.
Ferry de Clugny, né à Autun vers 1430, et mort à Rome en 1483, est un prélat français. Cardinal et évêque de Tournai, il fut un haut dignitaire et un ecclésiastique au service des ducs de Bourgogne.
Il était le fils de Henri de Clugny, conseiller de Jean sans Peur, et de Pernette Coullot. À l'université de Bologne, il obtint un doctorat in utroque iure, c'est-à-dire « dans les deux droits », à savoir le droit coutumier et le droit canonique.

## Conseiller et homme d'État en Bourgogne
Jeune homme, il fut membre du Grand Conseil de Philippe le Bon et maître des requêtes à la cour ducale. Il obtint du pape la confirmation du traité d'Arras (1435) et des actes du pape Eugène IV et de ses successeurs, et fut envoyé en ambassade en 1456 auprès du pape Calixte III, avec Geoffroy de Thoisy, seigneur de Mimeure ainsi qu'en 1459 avec le duc de Clèves au Concile de Mantoue.
Le duc Philippe lui avait promis en 1459 l'évêché d'Autun ou de Mâcon lorsque l'un des deux deviendrait vacant, mais ces postes seront tenus respectivement par Jean Rolin jusqu'en 1483 et Étienne Hugonet jusqu'en 1473. 
Il occupa la charge de lieutenant du chancelier de Bourgogne, dans le diocèse d'Autun, à partir du 2 décembre 1459 et fut nommé pronotaire apostolique. Il fut également l'un des trois ambassadeurs de Bourgogne envoyés auprès de Louis XI à Melun, en janvier 1465.
Après la mort du duc Philippe, il fut mandaté par le nouveau duc Charles le Téméraire, pour négocier le traité de Péronne en 1468, puis en 1473, le traité de Senlis. Il dirige le Grand Conseil du duc à partir du 29 mai 1473, et est nommé chancelier de l'ordre de la Toison d'or le 15 septembre 1473.
À la mort de Charles le Téméraire, le 5 janvier 1477, les États Bourguignons sont partagés entre le Royaume de France et l'Empire, et Ferry de Clugny maintient son allégeance à l'Empire.

## Abbayesin commendam
Comme la plupart des prélats de son temps, Ferry de Clugny reçut de multiples abbayes en commende, ce qui lui permit de tenir son rang dans ses fonctions officielles. Mais tous les bénéfices qu'il était censé posséder ne lui rapportèrent pas les revenus escomptés : bien qu'élu en 1467 évêque de Cavaillon par le chapitre cathédral, son élection ne fut jamais confirmée; en 1468, il ne réussit pas à être nommé doyen du chapitre d'Amiens. Plus tard, il devint prévôt de la collégiale Saint-Barthélemy de Béthune, chanoine du chapitre cathédral de Cambrai et archidiacre des Ardennes à Liège.

## Évêque de Tournai
À la mort de Guillaume Fillastre, Ferry de Clugny est élu évêque de Tournai le 8 octobre 1473 avec le consentement de Louis XI. À la même époque, Charles le Téméraire impose à René II le passage de ses armées en Lorraine et revendique le titre de roi des Romains.

En juillet 1480, à Bruxelles, il baptise Marguerite, la fille de l'archiduc Maximilien de Habsbourg, et de Marie, qui a hérité de la Bourgogne après la mort de son père Charles en 1477.

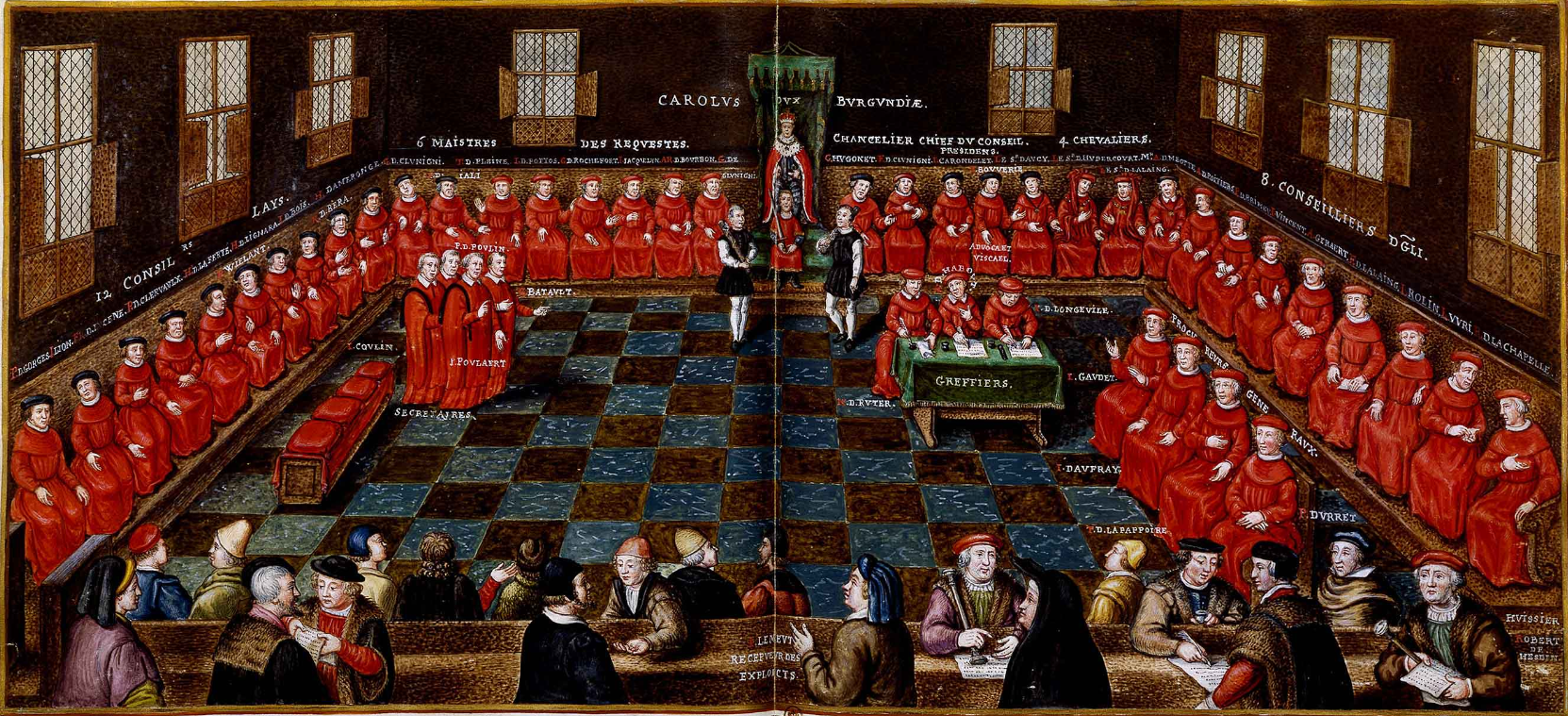
Grand conseil de Malines (1474)
Ferry de Clugny, chef du conseil, est le deuxième à la gauche de Charles le téméraire

## ÀRome
Ferry de Clugny fut promis (in pectore) à la dignité de cardinal par Paul II en 1471, mais le pape décéda avant d'avoir tenu consistoire, ce qui rendit cette promesse nulle. 
Ferry de Clugny fut créé cardinal le 15 mai 1480 par le pape Sixte IV. Il fit le voyage des Flandres avec sa suite, dans laquelle se trouvait le jeune compositeur Marbrianus de Orto, et arriva à Rome le 3 juin 1482. Le 10, il fut reçu par le pape qui lui remit son habit. Le 7 octobre 1483, il succomba à une attaque. Il fut enterré le lendemain dans l'église Santa Maria del Popolo.

## Le mécène

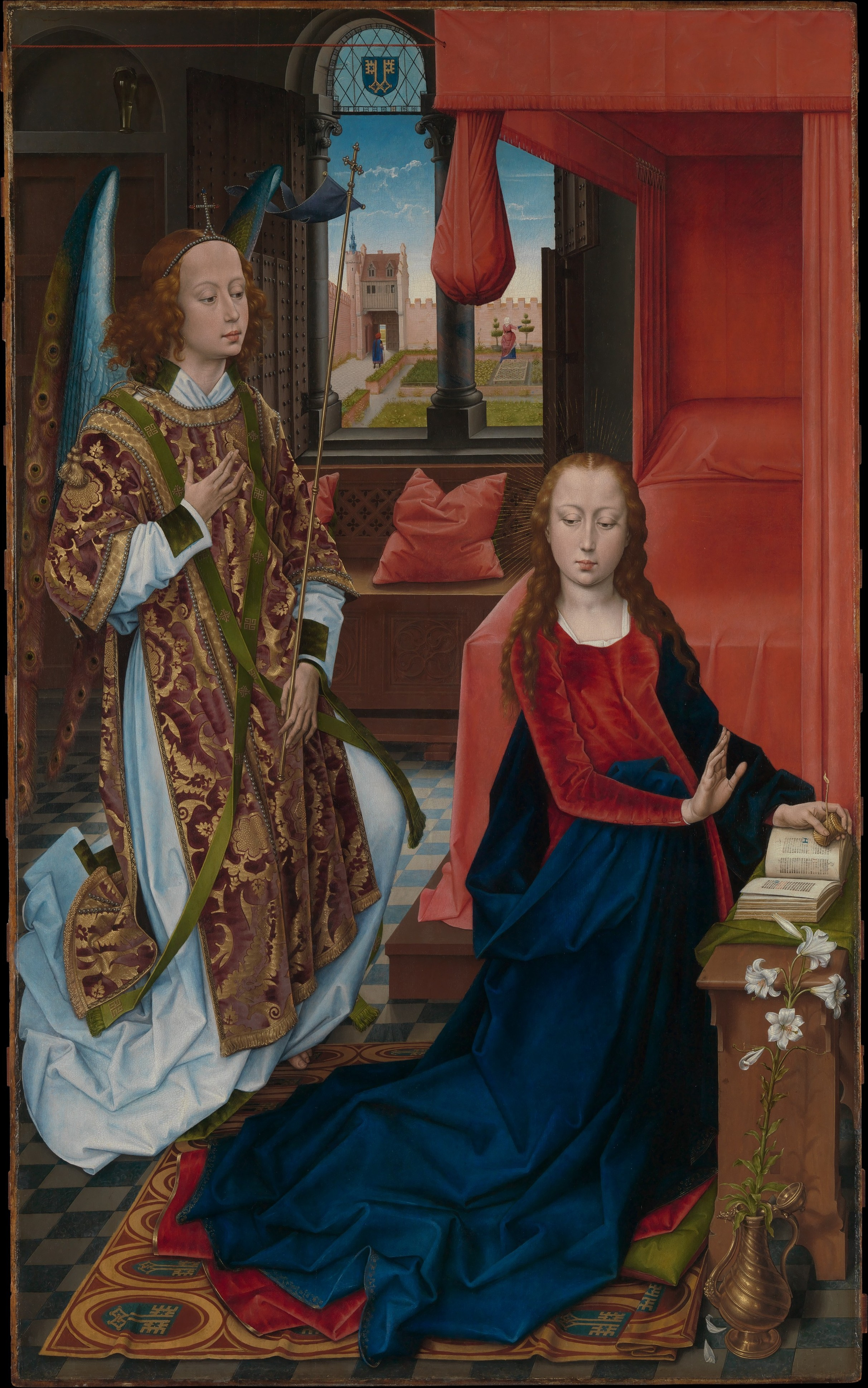
Hans Memling, L'Annonciation (1465-1475), New York, Metropolitan Museum of Art. Œuvre commandée par Ferry de Clugny, et parfois attribuée à Rogier van der Weyden.

En novembre 1465, Ferry de Clugny obtint la permission du chapitre d'Autun, dont il était le chanoine, de faire construire une chapelle pour sa crypte familiale. Cette chapelle est surnommée la « chapelle dorée » en raison des multiples dorures. Les murs sont richement dotés de peintures murales, avec en particulier une procession du pape saint Grégoire durant la peste de Rome, entouré de plusieurs saints. Initialement attribuées à Pierre Spicre, l'historienne Nicole Reynaud y voit plutôt l'œuvre du Maître des Prélats bourguignons. Il est d'ailleurs un mécène important pour le premier Maître des Prélats bourguignons, commandant en 1460 un Missel (ms. XVI, Biblioteca communale, Sienne) richement enluminé.  
Ferry de Clugny a commandé L'Annonciation pour cette chapelle, avec les armoiries parlantes des Clugny qui apparaissent sur le tapis et sur le vitrail. Conservée à New York au Metropolitan Museum of Art, cette œuvre est attribuée à Hans Memling ou à Rogier van der Weyden.
Bibliophile, il commanda à Bruges un pontifical richement enluminé de quatre vingt quinze miniatures et bordures par Loyset Liédet et Liévin van Lathem.
Son frère et ses neveux furent aussi des mécènes d'art, comme cet ensemble de dix tentures représentant des femmes illustres, datées de l'an 1500 et dans lesquelles on retrouve ses armoiries ; il en demeure huit fragments sauvés de l'incendie qui ravagea en 1791 le château de Thenissey, et ils sont actuellement conservés au musée des beaux-arts de Boston.